# 東京バス案内
『東京バス案内』（とうきょうバスガイド）は、都営バスを運転するドライビングシミュレーションゲーム（職ゲー）。東京都交通局の全面協力を受けて開発された。ドリームキャスト用ゲームソフトとして発売後、セガのアーケードゲームに移植され、PlayStation 2へも移植された。
本項では続編の『東京バス案内 2』についても記述する。

## 特徴
プレイヤーは路線バスの運転手として、都営バスの実在する路線を運転する。停留所や時間帯によって乗客の客層が変わったり、東京の様々な地域の沿線風景を楽しむことができる。
交通ルールはほぼ日本の道路交通法に準じたもので、変速操作は前進と後退のみでシフトチェンジは自動である。
交通ルールを守りつつ、安全かつスムーズに乗客を輸送する必要があり、急発進や急ブレーキ、スピード違反、遅延、合図不履行、接触事故・人身事故といった違反行為を行うと持ち点数（ドライバーズポイント）が徐々に減少し、0になるとリタイアとなる。
単に交通ルールを遵守するだけでなく、交通ルールを無視して突っ込んできたり、突然急ブレーキをかける一般車や、飛び出してくる歩行者などといったハプニングが多数存在し、これらの事前回避も重要となる。しかし、ゲーム中では1秒でも到着が遅れるとペナルティ扱いとなり、完全に交通ルールを遵守するだけではダイヤから遅延するルートも存在するなど、公共交通機関としての安全運転をある程度無視しないとゲームとしての難易度を達成できないシステムとなっている。

## 東京バス案内（ガイド）
1999年12月23日発売。キャッチコピーは「急募! 都バス運転手。素人歓迎。」。周辺機器はぶるぶるパック、レーシングコントローラー、VGAボックス（出力）が対応している。本編との連携はないが、ビジュアルメモリに「交通標識クイズ」をダウンロードして遊ぶことができる。
メインとなるストーリーモードでは、プレイヤーは都営バスの新人運転手となり、研修の最終段階にあたる現場実習として9月の1か月間バスに乗務する。昼・夕方・夜の時間帯で以下の3コースが運転できる。
- 虹01：国際展示場駅前 → 浜松町駅前（港南支所（当時は港南分駐所）・深川営業所、浜松町駅前→浜松町バスターミナルは未収録）
- 田70：中ノ橋 → 新宿駅西口（新宿支所（当時は新宿営業所）、港区スポーツセンター→中ノ橋は未収録）
- 梅76：東青梅駅 → 上成木（青梅支所、北小曽木は非経由）

使用車種はいすゞ・キュービックで、「低公害バス」の行灯と側面表記があることから、田70では都営バス新宿支所（当時新宿営業所）のハイブリッド車（KC-LV280L改/CHASSE） 、虹01では都営バス深川営業所のCNG車（NE-LV288L）を想定したと推測される。なお実際には、当時の新宿営業所に在籍していたいすゞ・キュービック（CHASSE）のC-B626がモデル車とされているが、同車は後に港南支所に転属して虹01でも実際に運行されている。
コンティニューが存在せず、ドライバーズポイントが切れた時点で即リタイアとなる。ドライバーズポイントを減らさずに終点まで辿り着いた順にスコアへ換算される。
バスファンとして知られるコラムニストの泉麻人がゲームシナリオライターとして参加しており、ストーリーモードでは泉をモデルにした乗客がゲーム中に登場し、都営バスや沿線に関する蘊蓄を述べる。

### 美人バスガイド添乗パック
「アーケード版大ヒット謝恩記念 限定版 『東京バス案内（ガイド）〜美人バスガイド添乗パック〜』」として2000年12月21日発売。ゲームディスク（上記と同一）に加え、バスガイドの解説による模範プレイ（運転）の動画が収録された「おまけディスク」との2枚組となっている。

### アーケード版
2000年にDC版から逆移植の形でリリース。路線バスを模した2人乗りの大型筐体（セガの18WHEELERと同一）が採用されている。大型のステアリング・ホイールには、方向指示器（ウインカー）の操作レバーやクラクションも装備されている。ハンドルのギミックやウーファーの重低音により車両の振動も再現している。
ゲーム画面やコースは基本的にDC版を踏襲しているが、ストーリーモードと梅76系統および夜間コースが削除されているほか、初心者向けの虹01系統昼コースでは始発から次の停留所までは「仮免許区間」として遅延以外の減点が免除される。その他、画面中のバスの後部窓付近にドリームキャストのロゴマークが掲げられているなど、細かな差違がある。筐体後部には「みんくる」のイラストが掲げられているほか、プレイできる路線図や操作方法などのステッカーが座席側に貼られている。
アーケードのゲームバランスに合わせるため、持ち点数などがコンシューマー版に比べ厳しくなっている。その反面、速度制限オーバーに対するペナルティが緩かったり、信号無視等の明らかな交通違反に対するポイント減点が低く設定されている。

### 登場人物
峰岸 洋平（みねぎし ようへい）
元体育会のラガーマンだったが、テレビ局に入社してから不摂生がたたり肥満体になってしまったアシスタントディレクター（AD）。今風の服装はしているがどことなく垢抜けない。体脂肪率38%。
中田 雅春（なかた まさはる）
峰岸の後輩だが、その容姿は対照的で好青年そのもの。当然一緒に遊びに行っても中田の方がモテてしまうが、強がって先輩風を吹かす峰岸を憎めないかわいい人だと思っている。
安斎 連太郎（あんざい れんたろう）
蝶ネクタイがトレードマークの洒落た老紳士。いくつになっても自分はモテると思っているようで、女性に声をかけずにはいられない。来年、古希を迎える。
甘糟 桃代（あまかす ももよ）
老婦人。年をとったからこそ、いつも小綺麗にしていたいと思っている。そのためにも都会に住んだ方がいいと、お台場に引っ越してきた。若い頃はかなりの美女だったという。
猪又 源蔵（いのまた げんぞう）
青海周辺の工事現場で働いている経験豊富な現場監督。肉を食べないと力は出ないと信じており、脂のたっぷりのったロースのカツ丼をこよなく愛している。
榊 六平太（さかき ろっぺいた）
事務畑一筋だったがリストラに遭い、家族のためにも頑張ろうと工事現場への再就職を決断した。どうしても押し出しが弱いため、自分の意志を通すことができない。
モハムカシミール
東南アジアから働きに来ている。片言の日本語を話すが、時々意味が通じていないこともある。将来は東京の一等地にカレーの店を出したいという野望がある。
北村 一郎（きたむら いちろう）
妻と息子にせがまれ、疲れた身体に鞭を打ってお台場に遊びに来ている。はたから見ると幸せそうな家族に見えるが、実は妻と彼の母親の関係はあまり良くない。
北村 良江（きたむら よしえ）
毎日家事と子育てに追われる主婦。そろそろ息子も大きくなってきたので、長年の夢だった通訳の仕事を始めようかと企んでいる。
北村 正太（きたむら しょうた）
遊園地の体感マシンに目がない小学1年生。制覇したアトラクションの評価などを自分なりにノートに記録している。フロリダのテーマパーク巡りが夢。
中沢 貴一（なかざわ きいち）
一見仕事ができそうな印象だが、ミスが目立つビジネスマン。お台場地区で催される展示会の納品や弁当の仕込みなどを任されている。
冴木 アリサ（さえき ありさ）
男性と遊ぶことが生活のすべてという、バブル世代を想起させる女性。許容範囲は広く、年齢や職業を問わずに男の使い分けを常に考えている。
石丸 淳一（いしまる じゅんいち）
親が浅草橋で玩具問屋を営んでおり、その商売を継ぐ予定であるために時間とお金には余裕がある。冴木アリサとは婚約寸前の関係だが、じらされて攻め手を欠いている。
鹿取 勝（かとり まさる）
遊び人の元サーファー。あこぎな水商売などに絡んで奔放な暮らしをしている様子。茶髪の風体は若く見えるが、最近ところどころに白髪が目立ち始めてきた。
三田村 和也（みたむら かずや）
一流企業のビジネスマン。仕事もできるが、女にも手が早い典型的なタイプ。妻はお嬢様育ちで、帰りが遅いのも外泊も仕事だと信じて疑わない。
西田 達夫（にしだ たつお）
サラリーマン。3年前に会社が虎ノ門からお台場に移転となったが、どうにもお台場には馴染めず、新橋の飲み屋をこよなく愛し続ける。一杯やらずに家に帰ることなど考えられない。
東山 勲（ひがしやま いさお）
西田の同僚。西田と同じく飲むことが大好きだが、長男は大学進学を控えており、妻から「酒は2合まで」と言い渡されている。
永坂 きよ（ながさか きよ）
麻布界隈に古くから住む老婦人。いつも狸穴てる代と飯倉片町から乗車している。最大の関心事は「健康」で、てる代と病院の噂話に花を咲かせている。
狸穴 てる代（まみあな てるよ）
飯倉片町から永坂きよと乗車してくる老婦人。健康には人一倍気を遣っており、白金のスポーツクラブに通っている。病院に関する情報はきよよりも詳しい。
船木 イサオ（ふなき いさお）
コピーライター。本人は一端の業界人を気取っているが、作品は三流レベルで賞とも無縁。いずれは田舎暮らしの夢を持っている。
ベロニカ・ロバーツ
1年前にアメリカ・フィラデルフィアより来日。父親はイタリア人。持ち前の美貌とガッツを活かし、モデルとして頭角を現し始めている。
夏目 沙利奈（なつめ さりな）
通称サリナ。「チョー」を連発する今時の女子高生だが、制服から察するにお嬢様学校に通っている模様。恋愛は外見からは想像できないほどに奥手。
遠藤 理香子（えんどう りかこ）
通称エンリカ。やや冷め気味な女子高生で、太めの体型に強いコンプレックスを持っている様子。父親は有名アパレルメーカーの社長で、神宮前のプール付きの家に住んでいる。
須賀 大地（すが だいち）
ストリート系雑誌への掲載経験もあるカリスマ高校生。お坊ちゃんのような風貌だが、バイクで事故を起こすなどといったワイルドな一面も見受けられる。
須賀 美子（すが よしこ）
未亡人。数年前に夫を亡くして以来、一人息子を溺愛するようになった。今時の女子高生に対しては厳しいが、若い頃は「ディスコクイーン」と呼ばれていた。
鳥居 カスミ（とりい かすみ）
いわゆるキャバクラ嬢だが、最近の若い女性としては珍しく「いずれは自分の店を持ちたい」などといった上昇志向が強い。ただし、目下のところはタクシーで通勤することが夢。
岩城 ヒロシ（いわき ひろし）
最近少し名前が売れてきたクラブDJ。いつも一緒に乗ってくる鳥居カスミと同棲しているようだが、売れるにつれてその存在が鬱陶しくなってきている。
大場 麻子（おおば あさこ）
学校と家の往復ばかりで退屈さを感じている女子高生。異性への関心はあるものの、女子校であることがネックになってなかなか知り合うチャンスがない事も不満な様子。
梅本 ゆかり（うめもと ゆかり）
女子高生。母親の母校という理由で、土浦市のはずれから港区内の学校まで通っている。家の門限も厳しいため、学校帰りのバスで友人とだべる時間が唯一の楽しみ。
富田 ちなみ（とみた ちなみ）
小学校からずっと学級委員を務め上げるほど真面目な女子高生だが、ファッションや芸能界に関する話題も好む。ただし、密かに外部の大学を受験しようかと考えている。
朝山 大二郎（あさやま だいじろう）
おしゃべり好きな明るいオカマ。年齢は公称35歳だが、酔っぱらうと羽田闘争で石を投げた話などを始めるため、実際には50歳を超えているとする説が有力。
星 ユキオ（ほし ゆきお）
中学生の頃から新宿二丁目に出没していた正真正銘のオカマ。年長の男性に好かれる術をよく心得ている。髪が薄くなってきたのを機に、思い切ってスキンヘッドにイメチェンした。
徳田 裕介（とくだ ゆうすけ）
本名は徳田 悠助（読み同じ）。正統派アイドルとして10代でデビュー。つい最近まで全盛期の勢いをなくしていたが、俳優に転身し復活した。バジリコのパスタが大の好物。
東福寺 勇（とうふくじ いさむ）
京都の寺の息子。新卒で芸能プロに入り、徳田裕介のマネージャーになったばかり。芸能界の浮き沈みをまだ実感していないため、華やかな雰囲気が嬉しくてしょうがない様子。
葛城 蝶子（かつらぎ ちょうこ）
老婦人。かくしゃくとしたしっかり者だが、気が強すぎる故か男性がやりこめられてしまう事も多い。安斎連太郎とは何らかの関係がありそうな雰囲気。
駒木 かめ（こまき かめ）
青梅で古くから織物問屋を営んできた、由緒ある家系の老婦人。自然豊かだったかつての青梅に郷愁を持ち、最近開発された団地に引っ越してきた新参者を疎ましく思っている。
勝沼 鶴子（かつぬま つるこ）
老婦人。山林をマンション業者に売って小金が入って以来、生活が派手になった。新宿や吉祥寺で食べ歩くことも多い。仲が良さそうに見えて、実は駒木かめとの関係は険悪。
師岡 千恵子（もろおか ちえこ）
主婦。都心の出身だが、夫の社宅に空室ができたことで最近青梅に移り住んだ。自然あふれる環境は子育てには最適だが、日中は子供と2人きりなので時折都会が恋しくなる。
師岡 大輔（もろおか だいすけ）
幼児。引っ越した当初は「近所に友達が少ない」と母親を困らせていたが、バスで出かけるようになって大好きな昆虫がたくさんいるのを発見し、毎日が楽しくてしょうがない様子。
田沼 雄作（たぬま ゆうさく）
学生時代は山岳部に所属し、国際級の山々を制覇してきた。社会人になってからは、もっぱら休日を利用してのハイキングを楽しんでいる。一色まりとは職場の同期。
石山 欽一（いしやま きんいち）
田沼雄作の山岳部時代の仲間。体力派の田沼に対して、地理などに強い理論派。眼鏡をかけた風貌から一見軟弱そうに見えるが、実は空手道の達人で、クマを一撃で仕留めた経験もあるという。
一色 まり（いっしき まり）
登山は全くの未経験。田沼の強烈な誘いを受けてやってきた。強引ではあったが、ボーイフレンドと同じ趣味を持つのはいいことだと思い始めている。
篠塚 福美（しのづか ふくみ）
一色まりの短大時代の友人。元からアウトドア派であったため、まりの誘いに乗った。期待していなかった石山が思いの外いい感じだったため、恋の芽生えをほのかに感じている。
牟田 与一（むた よいち）
青梅出身。高校卒業後、地元のセメント会社に就職した。周囲からは何年か都心で働くことを勧められたが、釣りが趣味なだけに、青梅を離れることなど微塵も考えなかった。
戸所 民夫（とどころ たみお）
青梅出身。高校卒業後、立川の編集プロに2年間勤めたが、Uターンで青梅に戻りセメント会社に就職した。趣味はハムスターを飼うこと。
黒沢 航（くろさわ わたる）
柳川からバスで青梅市立第四小学校に通う。ボーイスカウトのリーダーを務めており、少年グループのボスとして同級生たちを見事に統率している。
杉浦 仁（すぎうら ひとし）
柳川からバスで青梅市立第四小学校に通う。黒沢航とは幼馴染で幼稚園から一緒。探検場所の地図などを作成し、ボスの黒沢を支えるサブリーダーの役割を務める。
日向 太（ひゅうが ふとし）
成木市民センターからバスで青梅市立第四小学校に通う。大人しい性格だが、権力者の黒沢や杉浦の顔色を窺いつつ、新入りの湯沢との位置関係などを常に計算しているような一面がある。
湯沢 泉（ゆざわ いずみ）
両親の離婚により、最近都心から青梅市立第四小学校に転校してきた。母親を心配させないために青梅に馴染もうと努力しているが、都会っ子故のひ弱さが露呈してしまう。
野村 幸子（のむら ゆきこ）
主婦。どうしても地元だけでは事足りないため、バスを利用して東青梅のスーパーまで買い出しに出かけている。「家族の健康管理は自分の仕事」という使命感に燃えている。
朝霞 町子（あさか まちこ）
主婦。東青梅のスーパーの会員になっているため、バスをよく利用している。情報収集という名目のもと、野村幸子とともにワイドショーやグルメ番組のチェックに余念がない。
牧野 茂雄（まきの しげお）
5年前に青梅に家を買い、新宿の会社までバスと電車で通勤している。家族に相手にされない寂しさと仕事のストレスで板挟みになっており、本人の気づかないうちに独り言を呟いている。
和泉 隼人（いずみ はやと）
街歩きの話題などを本領とするエッセイスト。取材のため、編集者の毒島とともに東京各地の様々なバス路線に乗車している。童顔とは裏腹に、年齢は43歳。
毒島 幸介（ぶすじま こうすけ）
和泉に同行する編集者。不規則な生活のために検診では高脂血症の診断が出ているが、好きな酒はなかなかやめられない。酔うと「和泉を育てたのはオレだ!」と息巻く。
高峰 麗子（たかみね れいこ）
竹芝桟橋付近からバスに乗り込んでくる謎の美女。石や石灰に対する異常な興味は猟奇的とすらいえる。特殊な素材のためには努力を惜しまない新進気鋭の彫刻家。

### キャスト
- 樫井笙人
- 定岡小百合
- 浜田賢二
- 鈴木正和
- 沢海陽子
- 津村まこと
- 小島幸子
- 清水敏孝
- 真殿光昭
- 坪井智浩
- 坂東尚樹
- 丁田政二郎
- 江川大輔
- 浜野ゆうき
- 岩本裕美子
- 小池亜希子
- 亀井芳子
- 大橋世津

## 東京バス案内（ガイド） 今日からキミも運転手
DC版から移植され2001年5月10日に発売。追加要素として、教習所のコースをバスで制限時間内に周回する「チャレンジモード」、台場地区の観光ガイドが見られる「ガイドマップモードが登場した。このモードに限り、通常の都営バスの他によりハンドルが軽い小型ボンネットバス、ハンドルが重い2階建バスも使用できる。また、全コースにおいて夕方のBGMと夜のBGMが入れ替えられている。DC版のビジュアルメモリに代わり、PocketStationに「交通標識クイズ」をダウンロードして遊ぶことができる。
2003年8月7日にSuperLite2000として廉価版が販売された。CEROレーティングはA（全年齢対象）相当となっている。
PS2移植版で唯一デジキューブ提携のコンビニ併売タイトルであった。

## 東京バス案内（ガイド）2
2005年9月8日、PlayStation 2用にサクセスから発売。BGMの作曲は桜庭統。ロジクールのステアリングコントローラであるGT Force・GT Force Proに対応しており、GT Force Proでは900度モードで動作する。
早期購入特典としてオージが制作協力した降車ボタンのアクセサリーが同梱された。ボタンを押下すると「次止まります」のアナウンスが流れる。
収録路線は前作から一新され、往復ともに運転が可能となった。時間帯は前作に引き続き昼・夕方・夜から選択可能。
- 上23：平井駅前 - 上野松坂屋前（青戸支所）
- 早81：早大正門 - 渋谷駅東口（小滝橋営業所）
- 反96：五反田駅 - 赤羽橋駅前（品川営業所）

2006年9月14日にはSuperLite2000として廉価版が発売された。CEROレーディングはB（12歳以上、コンテンツアイコンは犯罪）相当となっている。
その他、前作からの主な変更点は以下のとおり。
- グラフィックの向上。
- リタイアになっても、コンティニューをして一つ前のバス停からやり直すことが出来る。
- 車両は日野・ブルーリボンHIMR（A457・U-HT2MLAH）及び日野・ブルーリボンノンステップ（E40X・KC-HU2PMCE）に変更された。
- 大型車特有のエアブレーキのシミュレーション性が向上している。
- 操作アクションの増加。ドア開扉操作もプレイヤーがする必要がある。ミラーの確認・目視はいつでも可能になった。
- 乗客のリアクションの追加。運転中には乗客の雑談が聞けるほか、運転ミス・事故を起こしたりすると、悲鳴が上がったり、乗客からヤジやツッコミが入る。
- 道路の勾配が自車の挙動に影響するようになった。上り勾配では加速力が低下し、下り勾配ではスピードが上がりやすくなる。坂道で停車している場合、ブレーキを踏まないと転動する。
- いっしょモード（2人プレイ）ができる。2人で運転操作を分担するモードと、1人が運転しもう1人が乗客として各種アクション（褒める、文句を言う、降車ボタンを押す）を起こすモードの2種類がある。
- ゲームの進行・解説役やロード画面にみんくるが登場する。
- 手紙のコレクションモードを追加。

### キャスト
- 伊丸岡篤
- 伊藤亜矢子
- 上田陽司
- 奥田啓人
- 小野大輔
- 重松朋
- 椿理沙
- 鶴博幸
- 友野富美子
- 細野雅世

## 備考
- 『1』・『2』共にコースは3種類。『1』は時間帯違い（昼・夕・夜）を加えて全9コース、『2』は時間帯違い（昼・夕・夜）及び復路を加えて全18コースとなっている。
- サイドミラーに映る風景が大幅にずれて表示されており、バスより遥かに前の空中にサイドミラーを設置しているような視点になってしまう。
- 実際にその営業所・支所に存在しないバスを運転する場合がある。
  - 『1』…青梅支所にいすゞ・キュービックは配置されていない。
  - 『2』…日野・ブルーリボンの配置は、品川・渋谷・江戸川・深川の4営業所と杉並・青梅・港南の3支所のみで、小滝橋営業所と青戸支所には配置がない（発売当時）。
- 現実的に起こり難い状況で、わざわざ事故を誘発するような危険な動きをする一般車・歩行者などが存在する。『2』では、一時停止違反や直進する自車にお構い無しに右折してくる一般車もあり、それによって起きた事故も減点対象となるため、予め知らなければ場合、リタイアとなってしまう理不尽な状況となることがある。
- 『1』の梅76系統、東青梅駅前〜青梅市役所前の区間で前方に山が見えるが、この時向いている方角は東で東京都心方向になるため、実際には山はない。また、坂下〜成木市民センター前の区間の下り坂も存在せず、実際には平坦な道路である。
- 『2』の上23系統ではコース情報の表示バグが存在し、東墨田会館前から2つ目の信号を左折すべき箇所で「次は直進」と表示される。この点については取扱説明書の末尾に訂正文が記載されている。
- ゲーム発売後、実際の収録路線に変化が生じている。
  - 虹01系統は2013年3月31日をもって廃止。翌4月1日からケイエム観光バス（現：kmモビリティサービス）「kmフラワーバス」がほぼ同じ経路で運行を開始したが、2017年5月31日に廃止。
  - 田70系統は2000年12月12日の都営地下鉄大江戸線全線開業に伴う系統再編によって廃止。港区コミュニティバス「ちぃばす」が代替となるほか、青山一丁目駅前 - 新宿駅西口間は品97系統として存続。
  - 反96系統は、2006年4月1日に麻布十番駅から六本木ヒルズへ向かう経路が開通したため、作中の赤羽橋駅発着便は2013年4月1日をもって廃止。
  - 早81系統は、2009年4月1日に所轄が小滝橋営業所から新宿支所に移管。
  - 上23系統は、2007年4月1日より上野松坂屋方面の全便が墨田区役所を経由する経路に変更。